# Maragatos (gruppo etnico)
I maragatos (sing.: maragato) sono un gruppo etnico di origine sconosciuta che ha il suo centro di diffusione nel nord-ovest della Spagna, in particolare nella zona attorno alla città di Astorga, nella Provincia di León (Castiglia e León). 

Popolo tradizionalmente nomade, discende forse dalle popolazioni berbere che invasero il Paese tra il VII e l'VIII secolo, ma è stata ipotizzata anche una possibile origine celtica.
I maragatos sono riusciti a mantenere intatte le loro tradizioni grazie all'isolamento dal resto della società ed evitando i matrimoni "misti".

Dal loro nome deriva quello della comarca La Maragatería, anticamente chiamata La Somoza.
Discendenti dei maragatos si ritrovano - in seguito alle emigrazioni - anche in Sudamerica (Argentina, Brasile, Cuba, Messico, Uruguay e Venezuela).

## Etimologia
L'etimologia del termine maragato(s) è incerta, ma sono state formulate le seguenti ipotesi:
- Una prima ipotesi, formulata da Fra' Sarmiento, un monaco benedettino vissuto nel XVIII secolo, lo fa derivare da maurellos o mourellos, termine con il quale si indicavano gli invasori Cartaginesi.[2]
- Secondo un'altra ipotesi, deriverebbe invece dal nome di una tribù berbera chiamata Baragawata.[2]
- Un'altra ipotesi ancora lo fa derivare da un loro capo di vestiario, detto baragas o maragas.[2]
- Un'altra ipotesi, formulata da Don Matías Rodríguez, lo fa invece derivare da una provincia del Nord-Africa che si sarebbe chiamata Maragat.[1]
- Un'altra ipotesi, che vorrebbe avvalorare l'origine celtica dei maragatos, ne ricollega il nome al vocabolo celtico Marc-Hekaat o Mar-kaat, ovvero "cavalcare"(cfr. bret. marc'h = "cavallo").[1]

L'ipotesi più probabile è tuttavia quella che derivi dal termine mer(i)cator, ovvero "mercante", in riferimento alla principale attività di questo popolo, termine che sarebbe entrato in uso non prima del XIV secolo.

## Origini

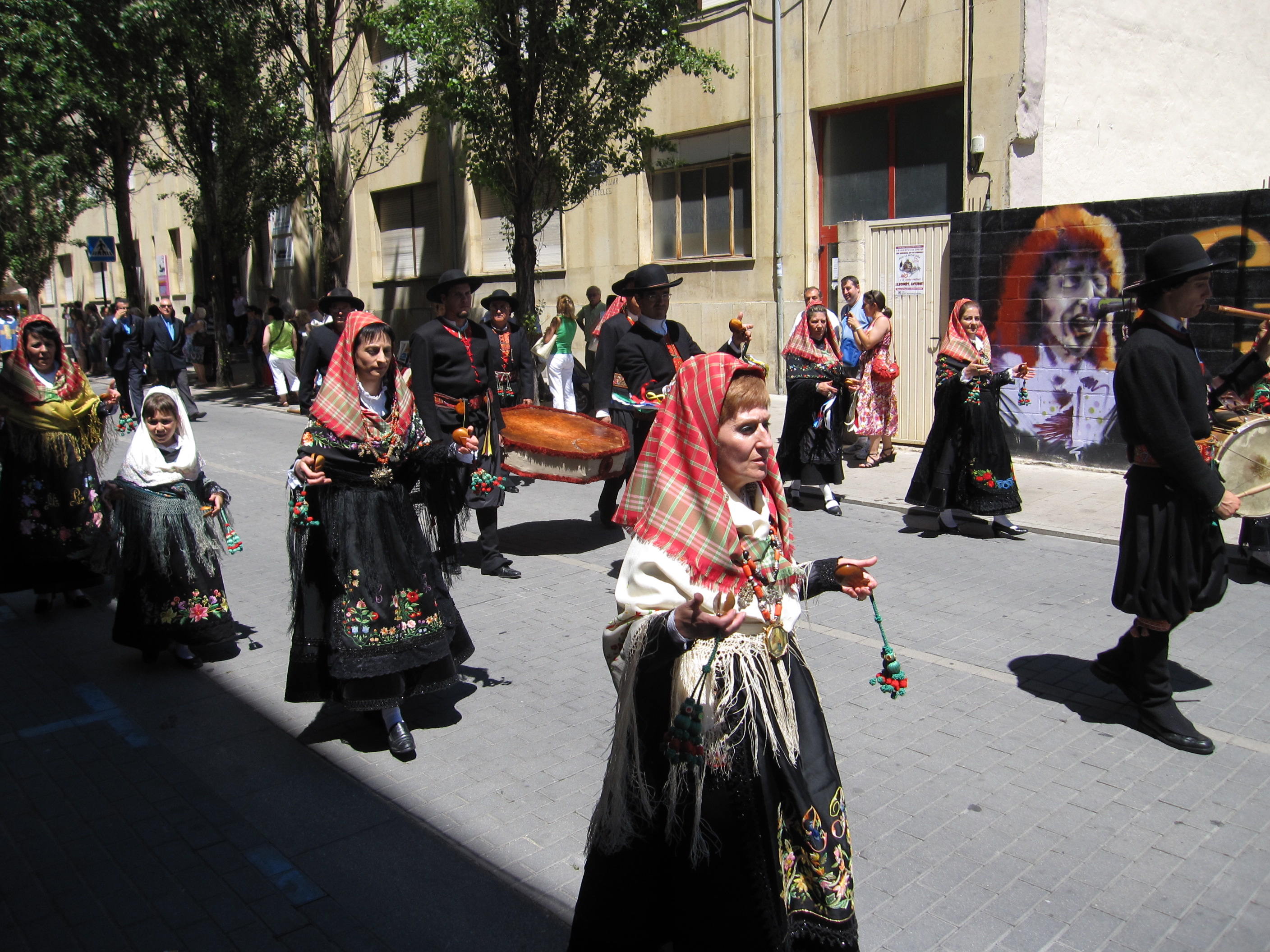
Maragatos in costume tradizionale durante una fiesta ad Astorga

### Possibile origine cartaginese
Secondo il monaco benedettino Sarmiento, i maragatos discenderebbero da popolazioni cartaginesi di origine semita, giunte in Spagna prima della dominazione romana.

In seguito, durante l'occupazione romana, queste popolazioni, dedite al commercio, sarebbero state fatte oggetto di persecuzioni e, per questo motivo, sarebbero state costrette a fuggire verso le montagne nei dintorni di Astorga.

### Possibile origine berbera
Secondo lo studioso arabista Dozy, i maragatos sarebbero invece discendenti da una parte delle popolazioni berbere che, sotto il regno di Ferdinando I, si sarebbe insediate nei dintorni di Astorga accettando la religione cristiana, a differenza della maggior parte di quella popolazione, che aveva invece fatto ritorno in Africa.

### Possibile origine celtica
Alcuni studiosi, tra cui Genaro Blanco Cela (in: Los aborigenes de la Maragatería) ed Eduardo Saavedra, ne hanno invece ravvisato delle similitudini con gli usi e costumi dei Bretoni.

## Storia
I maragatos erano in origine dediti soprattutto al commercio di pesce e del carbone proveniente dal sud.
Per praticare i loro commerci, utilizzavano inizialmente le antiche vie romane, in particolare la via tra Astorga e Burgos o tra Astorga e Lugo, che percorrevano con dei muli.
Le loro rotte cambiarono in seguito a seconda dell'attività, prediligendo comunque sempre il nord della Spagna (Galizia, Asturie e Cantabria) ed includendo anche Madrid, quando quest'ultima diventò capitale della Spagna.

### Emigrazione in Sudamerica

#### Argentina
Parte dei maragatos emigrò in Argentina e fondò nel XVIII secolo località quali Carmen de Patagones, Mercedes de Patagones (l'attuale Viedma), San Julián e Puerto Deseado.

## Cultura

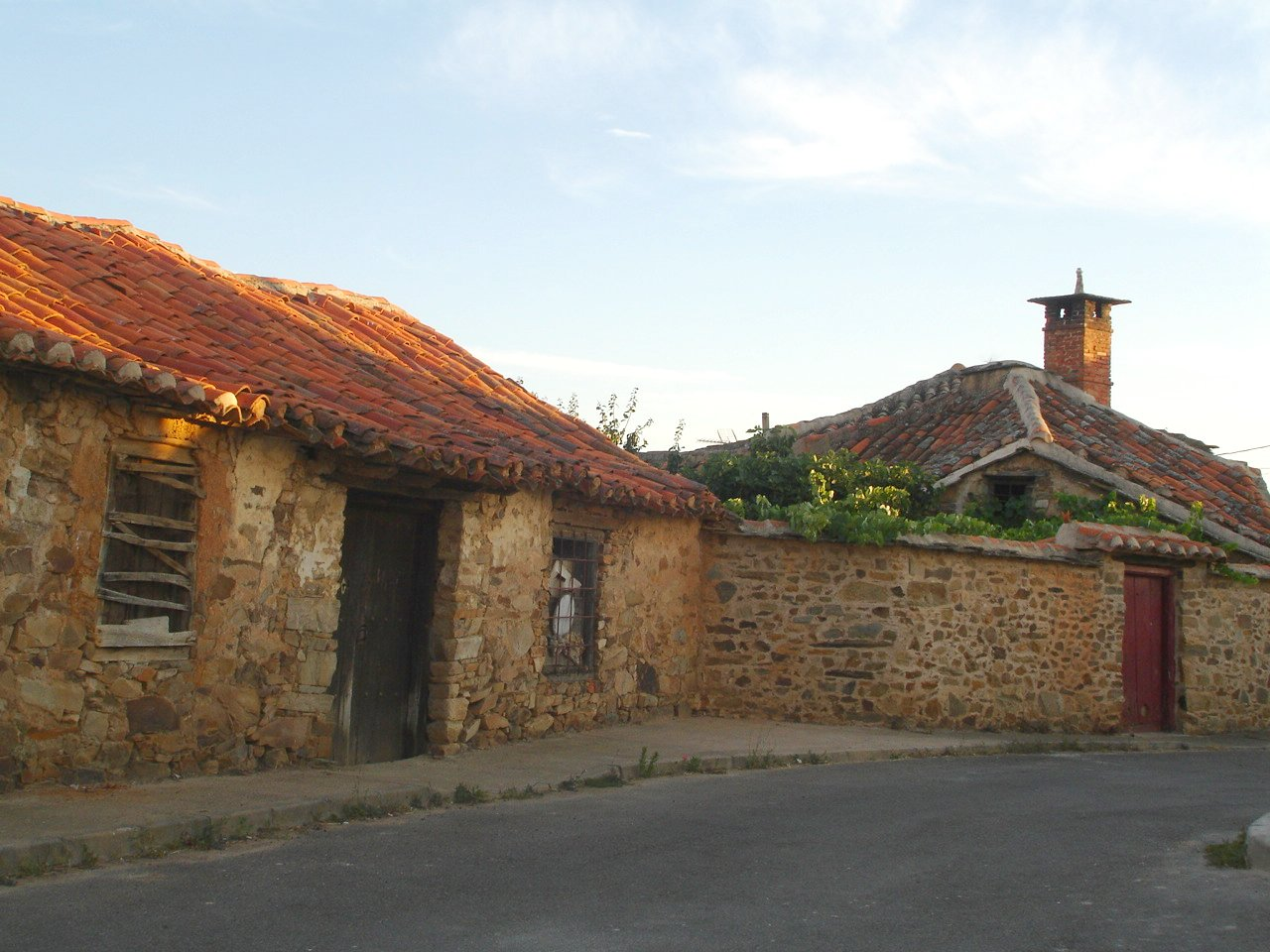
Tipiche abitazioni dei maragatos a Valdespino de Somoza

### Economia
La principale attività dei maragatos consiste ora nella vendita di prodotti artigianali.

Attività tradizionali erano invece l'agricoltura e l'allevamento.

#### Agricoltura e allevamento
I prodotti realizzati dall'agricoltura e dall'allevamento servivano principalmente per il sostentamento delle famiglie ed erano raramente destinati alla vendita.

### Architettura
In origine i maragatos abitavano nelle cosiddette casas de sobrera, coperte da tetti di paglia.
Più recente è invece la casa arriera, una sorta di fattoria, entrata in uso a partire dal XVIII secolo e che presenta un grande patio centrale.

Questo tipo di abitazione aveva dimensioni differenti a seconda dell'importanza sociale del suo proprietario.

### Musica
Il tipico strumento di questo gruppo etnico è il flauto maragato.

### Gastronomia
Il piatto tipico dei maragatos è il cocido maragato, una zuppa contenente da sette sino a dieci tipi diversi di carne, ceci e cavoli.

### Feste e tradizioni
Ricorrenze tipiche dei maragatos sono La Covada, La boda e La fiesta del arado.

#### La Covada
La covada è/era un'antica tradizione maragata che ha/aveva luogo dopo una nascita: in occasione della covada, ha/aveva luogo uno scambio di ruoli tra i neo-genitori, con il neo-papà che si prende(va) cura del figlio, ricevendo le congratulazioni dei parenti, e con la neo-mamma che si occupa(va) dei lavori di casa, dell'allevamento, ecc.

Il termine covada deriva forse dal latino cubare, che significa "fare da guardia al letto durante un parto".